# Mike Scioscia
Michael Lorri Scioscia, detto Mike (Upper Darby, 27 novembre 1958), è un ex giocatore di baseball e allenatore di baseball statunitense.

## Carriera

### Giocatore
Mike Scioscia fu selezionato dai Los Angeles Dodgers con la 19ª scelta assoluta al primo giro del draft amatoriale del 1976.
Il suo debutto in MLB avvenne nel 1980. Fu un giocatore chiave per i Dodgers che vinsero le World Series sia nel 1981 che nel 1988. Con 1 395 detiene il record di ricevitore dei Dodgers con più presenze all'attivo per la franchigia. Venne selezionato per l'All-Star Game in due occasioni, nel 1989 e nel 1990. In quest'ultima edizione divenne il primo catcher dei Dodgers a partire come titolare in un All-Star Game dai tempi dell'Hall of Famer Roy Campanella.
Da giocatore Scioscia fu coinvolto in tre no-hitter nel corso della sua carriera: in una di queste fu coinvolto in negativo, il 26 settembre 1981 quando così come i suoi compagni non riuscì a battere alcuna valida contro Nolan Ryan degli Houston Astros, ma in due occasioni fu dalla parte vincente quando il 29 giugno 1990 ricevette per Fernando Valenzuela contro i St. Louis Cardinals e quando il 17 agosto 1992 ricevette per Kevin Gross contro i San Francisco Giants. Durante la sua carriera partecipò a 136 shutout, classificandosi quarto di tutti i tempi tra i catcher della Major League in questa graduatoria. Utilizzò lo stesso guantone da ricevitore per gran parte della sua carriera.
Scioscia si trasferì ai San Diego Padres nel 1993, ma durante lo spring training subì una lesione alla cuffia dei rotatori, che gli impedì di giocare qualsiasi partita nella stagione regolare. Tentò di tornare dall'infortunio anche nel 1994 ai Texas Rangers, senza però riuscire a disputare alcuna partita di stagione regolare anche in quell'anno.

### Allenatore

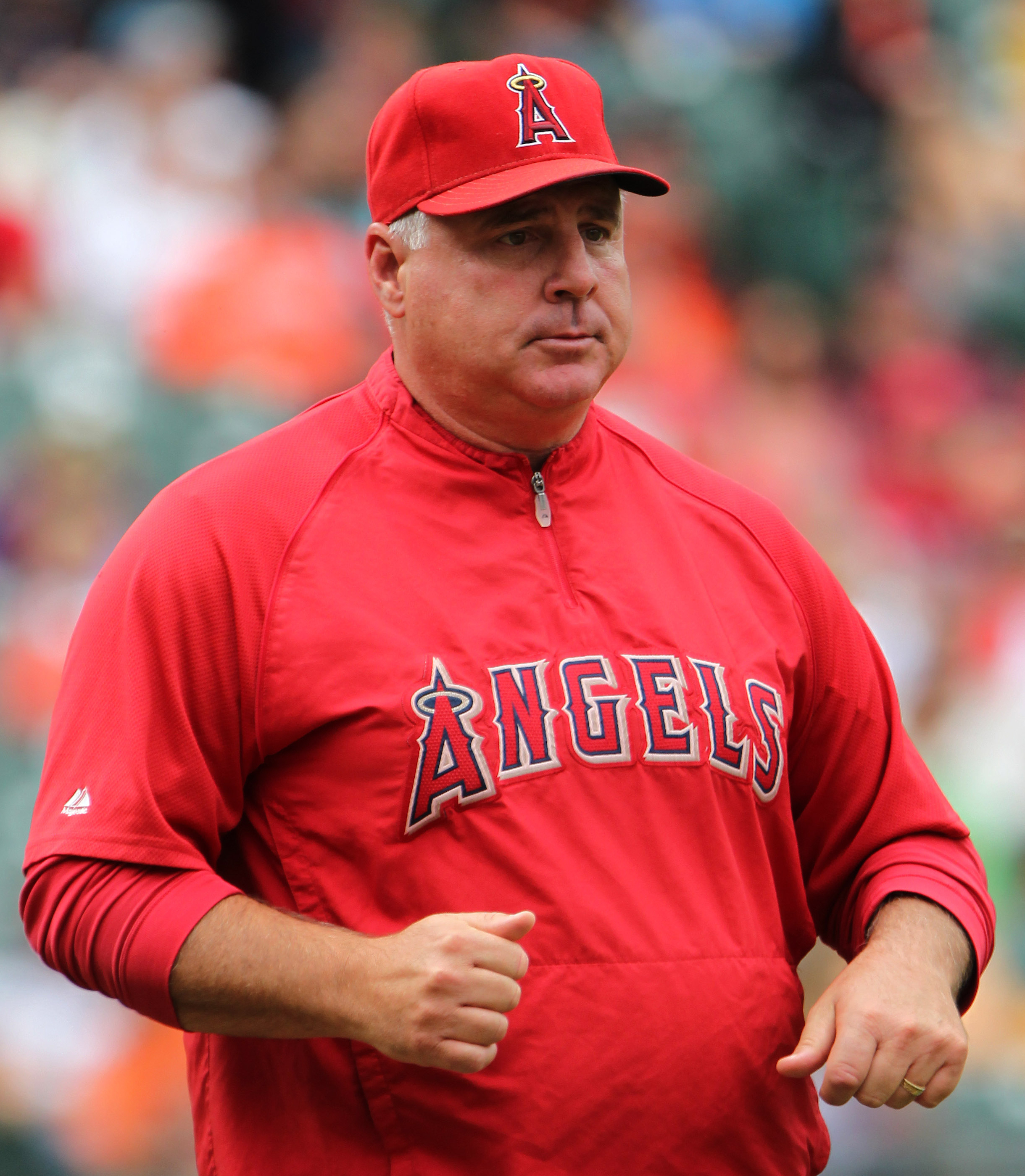
Scioscia nel 2011 agli Angels

Dopo aver trascorso diversi anni all'interno dell'organizzazione dei Dodgers, alla fine della stagione 1999 Scioscia fu assunto dal nuovo general manager degli allora Anaheim Angels, Bill Stoneman, come manager della squadra in seguito alle dimissioni di Terry Collins e al periodo di gestione ad interim di Joe Maddon. Scioscia mantenne Maddon come assistente fino a quando quest'ultimo non ottenne un incarico da manager con i Tampa Bay Devil Rays nel 2006.
Sotto la guida di Scioscia, gli Angels interruppero un'assenza dai play-off che durava da sedici anni, vincendo la Wild Card dell'American League nel 2002 e arrivando fino in fondo con la conquista del loro primo titolo delle World Series. In quella serie gli Angels affrontarono i San Francisco Giants guidati da Dusty Baker, ex compagno di squadra di Scioscia ai Dodgers. Con questa vittoria, Scioscia divenne la 17ª persona a vincere una World Series sia da giocatore che da manager (escludendo chi lo ha fatto nel duplice ruolo di giocatore-manager).
Scioscia fu nominato Manager dell'Anno dell'American League 2002 dall'Associazione dei Giornalisti di Baseball d'America, premio ufficiale riconosciuto dalla MLB, ma ricevette anche altri riconoscimenti simili da varie testate giornalistiche e organizzazioni.
Sotto la guida di Scioscia, gli Angels vissero un periodo di grande successo senza precedenti nella storia della franchigia, vincendo cinque titoli della American League West in sei anni, superando al tempo stesso il numero totale di vittorie dei manager precedenti. Nel 2002 gli Angels stabilirono il record di vittorie in una singola stagione con 99 successi, ritoccato ulteriormente nel 2008 con 100 vittorie con la squadra che nel frattempo era stata ribattezzata Los Angeles Angels of Anaheim. Tuttavia, dopo la memorabile stagione del 2002 la franchigia non è mai riuscita a conquistare un altro pennant dell'American League o una World Series. Nel 2009 vinse il secondo riconoscimento di manager dell'anno dell'American League.
Scioscia è il manager con il maggior numero di vittorie e partite gestite nella storia degli Angels. Fu anche il manager più longevo di tutta la MLB. Nel gennaio 2009 firmò un'estensione contrattuale decennale che lo avrebbe mantenuto alla guida della squadra fino al 2018.
Divenne il primo manager a raggiungere i play-off in sei delle sue prime dieci stagioni. L'8 maggio 2011, il successo contro i Cleveland Indians segnò la sua vittoria numero 1 000 come manager nella MLB.
Tuttavia, nel 2012, si sviluppò una frattura tra Scioscia e il general manager degli Angels, Jerry Dipoto, quando quest'ultimo licenziò il coach di battuta Mickey Hatcher. Nonostante le voci di possibili cambiamenti dopo la stagione 2013, il proprietario Arte Moreno confermò che sia Dipoto che Scioscia sarebbero rimasti con la squadra per il 2014.
La tensione tra Dipoto e Scioscia continuò durante la stagione 2015 riguardo al modo in cui lo staff tecnico di Scioscia trasmetteva ai giocatori i report statistici forniti dal front office di Dipoto. Dipoto si dimise il 1º luglio 2015, nonostante gli sforzi della squadra per convincerlo a restare, e Bill Stoneman assunse temporaneamente il ruolo di general manager.
Dopo diciannove stagioni come manager, Scioscia annunciò il 30 settembre 2018 che si sarebbe dimesso al termine della stagione. Concluse la sua carriera manageriale in MLB con un record di 1 650 vittorie e 1 428 sconfitte.
Il 6 aprile 2021 la federazione statunitense annunciò che Scioscia avrebbe gestito la squadra nazionale durante le qualificazioni per il torneo di baseball alle Olimpiadi estive di Tokyo del 2020, poi tenutesi nel 2021 per via della pandemia di COVID-19. La squadra si qualificò con successo, con Scioscia come manager durante le Olimpiadi. Gli Stati Uniti vinsero la medaglia d'argento, perdendo contro il Giappone nella finale per l'oro.
Il 25 luglio 2024 venne annunciato che Scioscia sarebbe stato nuovamente alla guida della squadra nazionale degli Stati Uniti per il WBSC Premier 12 del 2024.

## Palmarès

### Giocatore
- World Series: 2

Los Angeles Dodgers: 1981, 1988

### Allenatore
- World Series: 1

Anaheim Angels: 2002
- Allenatore dell'anno dell'American League: 2

2002, 2009